# 塔巴科納斯區
5°18′49″S 79°16′54″W / 5.3137°S 79.2816°W
塔巴科納斯區（西班牙語：Distrito de Tabaconas），是秘魯的一個區，位於該國北部卡哈馬卡大區的聖伊格納西奧省，始建於1855年2月11日，面積791平方公里，海拔高度1,892米，2005年人口15,927，人口密度每平方公里20人。